# Movistar Team Women/Saison 2024
Dieser Artikel beschreibt die Mannschaft und die Siege des Radsportteams Movistar Team Women in der Saison 2024.

## Mannschaft
| Teamkader 2024                             | Teamkader 2024   | Teamkader 2024         | Teamkader 2024                            |
| Name                                       | Geburtsdatum     | Land                   | Vorheriges Team                           |
| ------------------------------------------ | ---------------- | ---------------------- | ----------------------------------------- |
| Olivia Baril                               | 10. Oktober 1997 | Kanada                 | UAE Team ADQ (2023)                       |
| Aude Biannic                               | 27. März 1991    | Frankreich             | FDJ-Nouvelle Aquitaine-Futuroscope (2017) |
| Jelena Erić                                | 15. Januar 1996  | Serbien                | Alé Cipollini (2019)                      |
| Sheyla Gutiérrez                           | 1. Januar 1994   | Spanien                | Cylance (2018)                            |
| Liane Lippert                              | 13. Januar 1998  | Deutschland            | Team DSM (2022)                           |
| Floortje Mackaij                           | 18. Oktober 1995 | Niederlande            | Team DSM (2022)                           |
| Sara Martín                                | 22. März 1999    | Spanien                | Sopela Women's Team (2020)                |
| Mareille Meijering                         | 11. März 1995    | Niederlande            | Zaaf Cycling Team (2023)                  |
| Emma Norsgaard                             | 26. Juli 1999    | Dänemark               | Équipe Paule Ka (2020)                    |
| Paula Patiño                               | 29. März 1997    | Kolumbien              | World Cycling Centre (2018)               |
| Lucía Ruiz Pérez                           | 18. Juni 2004    | Spanien                | Eneicat-CMTeam-Seguros Deportivos (2023)  |
| Arlenis Sierra                             | 7. Dezember 1992 | Kuba                   | A.R. Monex Women's (2021)                 |
| Claire Steels                              | 9. November 1986 | Vereinigtes Königreich | Israel-Premier Tech Roland (2023)         |
| Cat Ferguson (1. Aug.–31. Dez., Stagiaire) | 27. April 2006   | Vereinigtes Königreich | Shibden Hope Tech Apex (2024)             |
| Laura Ruiz Pérez                           | 18. Juni 2004    | Spanien                | Eneicat-CMTeam-Seguros Deportivos (2023)  |
|                                            |                  |                        |                                           |
| Quelle: ProCyclingStats                    |                  |                        |                                           |

## Siege
| Siege    | Siege                                                    | Siege      | Siege  | Siege              | Siege |
| Datum    | Rennen                                                   | Staat      | Klasse | Siegerin           |       |
| -------- | -------------------------------------------------------- | ---------- | ------ | ------------------ | ----- |
| 26. Jan. | Kolumbianische Meisterschaften, Straßenrennen der Frauen | Kolumbien  | CN     | Paula Patiño       |       |
| 28. Jan. | Women Cycling Pro Costa De Almería                       | Spanien    | 1.1    | Olivia Baril       |       |
| 8. Mär.  | Vuelta Extremadura Féminas, 1. Etappe                    | Spanien    | 2.2    | Olivia Baril       |       |
| 9. Mär.  | Vuelta Extremadura Féminas, 2. Etappe                    | Spanien    | 2.2    | Mareille Meijering |       |
| 10. Mär. | Vuelta Extremadura Féminas, Gesamtwertung                | Spanien    | 2.2    | Mareille Meijering |       |
| 1. Jun.  | Vuelta Ciclista Andalucia, 4. Etappe                     | Spanien    | 2.1    | Arlenis Sierra     |       |
| 18. Jun. | Kubanische Meisterschaften, Einzelzeitfahren der Frauen  | Kuba       | CN     | Arlenis Sierra     |       |
| 19. Jun. | Kubanische Meisterschaften, Straßenrennen der Frauen     | Kuba       | CN     | Arlenis Sierra     |       |
| 21. Jun. | Dänische Meisterschaften, Einzelzeitfahren der Frauen    | Dänemark   | CN     | Emma Norsgaard     |       |
| 22. Jun. | Kanadische Meisterschaften, Straßenrennen der Frauen     | Kanada     | CN     | Olivia Baril       |       |
| 23. Jun. | Serbische Meisterschaften, Straßenrennen der Frauen      | Serbien    | CN     | Jelena Erić        |       |
| 12. Jul. | Giro d'Italia Women, 6. Etappe                           | Italien    | 2.WWT  | Liane Lippert      |       |
| 21. Jul. | La Picto-Charentaise                                     | Frankreich | 1.1    | Sheyla Gutiérrez   |       |
| 20. Sep. | Tour de la Semois, 1. Etappe                             | Belgien    | 2.2    | Cat Ferguson       |       |
| 1. Okt.  | Binche-Chimay-Binche féminin                             | Belgien    | 1.1    | Cat Ferguson       |       |

## UCI-Weltranglisten-Platzierungen
| UCI-Ranking | UCI-Ranking        | UCI-Ranking            | UCI-Ranking |
| Fahrerin    | Fahrerin           | Land                   | Punkte      |
| ----------- | ------------------ | ---------------------- | ----------- |
| 29.         | Liane Lippert      | Deutschland            | 1239.8 P.   |
| 35.         | Arlenis Sierra     | Kuba                   | 1074 P.     |
| 45.         | Olivia Baril       | Kanada                 | 917.8 P.    |
| 53.         | Mareille Meijering | Niederlande            | 803.4 P.    |
| 60.         | Emma Norsgaard     | Dänemark               | 730.1 P.    |
| 201.        | Floortje Mackaij   | Niederlande            | 201 P.      |
| 202.        | Paula Patiño       | Kolumbien              | 200 P.      |
| 234.        | Sheyla Gutiérrez   | Spanien                | 172.4 P.    |
| 241.        | Jelena Erić        | Serbien                | 166.4 P.    |
| 283.        | Claire Steels      | Vereinigtes Königreich | 131 P.      |
| 430.        | Sara Martín        | Spanien                | 79.4 P.     |
| 468.        | Laura Ruiz Pérez   | Spanien                | 73 P.       |
| 544.        | Lucía Ruiz Pérez   | Spanien                | 59 P.       |
| 654.        | Aude Biannic       | Frankreich             | 40 P.       |